# قصر آيت عيسى أوبراهيم
قصر آيت عيسى أوبراهيم هو قصرٌ (قريةٌ محصنة) في المغرب، يقعُ في منطقة كتاوة. بني هذا القصر بتقنية التربة المدكوكة، حيثُ استعمل فيه الطين. تبلغ مساحته 0.13 هكتار.